# Związek Chłopów i Robotników
Związek Chłopów i Robotników – organizacja konspiracyjna utworzona w lutym 1940 r. w Warszawie. Utworzyli ją lewicowi socjaliści (Norbert Barlicki, Piotr Gajewski, Adam Kuryłowicz) i radykalni ludowcy (Marian Kubicki, Leon Korga). Swoim zasięgiem obejmowała Łódzkie, Rzeszowskie, Krakowskie oraz na północne Mazowsze. Wydawała pismo „Chłop i Robotnik”. Mimo lewicowo-radykalnego programu krytykowała politykę ZSRR, co doprowadziło do rozłamu. Kubicki i Korga przeszli do Rewolucyjnych Rad Robotniczo-Chłopskich, socjaliści związali się z grupą Barykada Wolności.

## Literatura
Marian Malinowski, Geneza PPR. KiW, Warszawa 1975, s. 163-166.